# Hanoverska dinastija
Dinastija Hannover je njemačka dinastija koja je vladala Braunschweigom, Hannoverom (do 1866.) i Ujedinjenim Kraljevstvom (1714. – 1901.).
Dinastija Hannover je bila mlađi ogranak dinastije Welf, koja je bila mlađa grana dinastije Este. Prvim članom dinastije Hannover smatra se vojvoda Georg od Braunschweig-Lüneburgom, koji je 1636. godine naslijedio Hanover i tamo se preselio. Njegov sin, Ernest August, uzdignut je do statusa princa-elektora Svetog Rimskog Carstva 1692. godine. Njegova supruga, Sofija Palatinska, proglašena je nasljednicom engleskog i škotskog (kasnije britanskog) trona u slučaju da njena rodica, kraljica Ana, nadživi svu svoju djecu. Sofija, prva rodica Aninog oca i mnogo starija od Ane, umrla je samo tjedan prije nje i zato nije naslijedila krunu. Njen sin je naslijedio nasljedna prava od nje i nakon smrti kraljice Ane postao kralj Đuro I.
Đuro III. uzdigao je Hannover od nivoa elektorata na nivo kraljevstva 1814. godine.
Velika Britanija, odnosno Ujedinjeno Kraljevstvo, dijelila je monarha s Hannoverom i bila u personalnoj uniji. Unija je prekinuta 1837. godine kada je na britanskom tronu kralja Vilima IV. od Ujedinjenog Kraljevstva naslijedila bratična Viktorija. Viktorija kao žena nije mogla naslijediti hanoversku krunu jer je Hannover pratio salijski zakonik, koji brani ženi nasljeđivanje posjeda. Hannover je tako otišao njenom stricu koji je postao Ernest August I. Hanoverski.
Dinastija Hannover izgubila je vlast prvo u Hanoveru, 1866. godine, kada je Hanover anektirala Pruska. Današnji pretendenti za hanoverski tron pripadaju dinastiji Hannover.
Nakon Viktorijine smrti 1901. godine na britanski tron je sjeo njen sin, Edvard VII. Kako djeca pripadaju očevoj dinastiji, Edvard VII. je sa sobom na tron doveo dinastiju Sachsen-Coburg-Gotha.